# Nekropola Radimlja
Nekropola Radimlja je po svojim likovnim odlikama jedna od najvrijednijih i najznačajnijih nekropola stećaka u Bosni i Hercegovini, ali i općenito. Nalazi se u Vidovu polju, 3 km zapadno od Stoca, na putu Čapljina - Stolac.
Po brojnosti primjeraka, raznovrsnosti i zastupljenosti svih osnovnih oblika, relativno visokoj umjetničkoj kvaliteti izrade, bogatstvu plastičnih dekoracija, reljefnih predstava i natpisa koji spominju poznate povijesne osobe, kao i svom neobičnom smještaju i dostupnosti, nekropola Radimlja spada u najvrijednije spomenike srednjovjekovnog razdoblja Bosne i Hercegovine.

## Povijest
Veći broj ilirskih tumula u neposrednoj blizini Radimlje ukazuje na nastavak tradicije pokapanja uz stare grobove i kontinuitet sahranjivanja iz ilirskih vremena. Uostalom, najbliže naselje je selo Ošanjići koje se nalazi ispod monumentalne ilirske citadele, Daorsona.
Nekropola je najvjerojatnije nastala koncem 14. stoljeća, kada su izrezana tri velika stećka u obliku sanduka, od kojih su dva bogato ukrašena figurativnim bareljefima. Ipak, većina stećaka datira iz 15. i 16. stoljeća, o čemu najpouzdanije svjedoči natpis na jednom od njih: „Pod stećkom leži Radoje, brat vojvode Petra, obojica sinovi vojvode Stipana”. Prema njemu nekropola se može vezati za razdoblje kada je u Batnogama (danas obližnje selo Ošanjići) živjela obitelj Hrabrena-Miloradovića. Također, na sudačkoj stolici pred crkvom u Ošaniću zapisana su imena vojvode Stipana i Petra Miloradovića, što nekropolu usko veže za ovu obitelj, koja je, prema povijesnim podatcima i natpisu na ulazu u Ošanićku crkvu živjela ovdje u 15. stoljeću. Vojvoda Stipan je umro oko 1470. godine, a vojvoda Petar se spominje 1477. godine kao starješina vlaškog katuna Hrabrena. Prema natpisu je Radoja, drugi Stipanov sin, umro poslije 70-ih godina, a Radoja Vukovič, sinovac vojvode Petra, 80-90-ih godina 15. stoljeća. Posljednji njihovi stećci s početka 16. stoljeća su raskošno ukrašeni i nalaze se u zasebnoj skupini, a natpisi na njima bez sumnje upućuju kako se radi o pravoslavnoj feudalnoj obitelji Miloradović-Stjepanović.
Nekropola Radimlja je stavljena pod zaštitu kao spomenik kulture Bosne i Hercegovine 22. prosinca 1967. godine, a proglašena je nacionalnim spomenikom. Odluka o proglašenju ovog dobra nacionalnim spomenikom objavljena je u "Službenom glasniku BiH" broj 40/02.
Kako je područje ugroženo gradnjom objekata u neposrednoj blizini, te je izloženo prometu, zagađenjem i ubrzanom propadanju zbog nedostatka redovnog održavanja, nekropola Radimlja je stavljena na popis ugroženih spomenika Bosne i Hercegovine.

## Odlike
Nekropola se sastoji od 133 stećka, od kojih 36 ima oblik ploče, jedan stubne ploče, 27 sanduka, 24 sanduka na postolju, 4 visoka sanduka, 5 visokih sanduka na postolju, dva sljemenjaka (na zabat), 31 sljemenjak s postoljem i tri u obliku križa.
Njih 63 su ukrašena bareljefima ili urezivanjem, ili kombinacijom ova dva klesanja, a najljepše ukrašeni oblici su sljemenjaci i visoki sanduci. Među dekorativnim motivima, po broju i obradi ističu se povijene trolisne lozice i tordirane vrpce, te motivi simboličnog značenja kao što su sunce (krug), zvijezde i polumjesec. Brojni su i motivi križa, često vrlo stiliziranog, te motivi štita, mača i luka sa strijelom. Prikazi životinja su zastupljeni na nekoliko stećaka, dok nekropola obiluje figuralnim prikazima među kojima se ističu tzv. „vojvodske figure” i muške figure s visoko podignutom rukom. Pored njih mogu se naći i prikazi viteških dvoboja, lova i plesa (kolo).
Na pet stećaka se nalaze epitafi na bosančici u kojima se spominju Radoje iz obitelji Miloradović-Stjepanović, te Radoje Vuković, Vukac Napetović, Vlačo (Vlađo) Vlahović i neki Stipan. Također se nalaze i potpisi klesara (kovača) kao što su Bolašin Bogačič, Miogost i Ratko Brativo(-)nič/Brativojevič.
- Slavni motiv sa stećka
- Križ uz sanduk
- Jako stilizirane 4 figure
- Motiv kola i jelena u trku

## Vanjske poveznice
- Nekropola stećaka Radimlja  Arhivirana inačica izvorne stranice od 4. ožujka 2016. (Wayback Machine), fotografije
- Službene stranice Općine Stolac - Radimlja - nekropola stećaka  Arhivirana inačica izvorne stranice od 20. travnja 2012. (Wayback Machine)
- Omer Đulić, Stećci na Radimlji